# Myxococcus llanfairpwllgwyngyllgogerychwyrndrobwllllantysiliogogogochensis
Il Myxococcus llanfairpwllgwyngyllgogerychwyrndrobwllllantysiliogogogochensis J. Chambers, 2020 è un batterio gram-negativo del genere Myxococcus.

## Caratteristiche
Si tratta di un batterio a forma di bastoncello con le estremità leggermente assottiglia, con una larghezza compresa tra 0,4 e 0,6 µm e una lunghezza compresa tra 4,0 e 7,0 µm, che vive nel suolo, dove si nutre di altri batteri e dove forma colonie di color marroncino che si muovono in maniera sciamante.
Appartenenti al gruppo dei Myxobacteria, questi batteri sono in grado di costituire a partire dalla colonie vegetative delle strutture multicellulari, chiamate corpi fruttiferi, arancioni e dalla forma grossolanamente sferica. La crescita aerobica della loro coltura, su agar VY-2, è stata osservata avvenire a una temperatura compresa tra 30 e 35 °C e in un ambiente con pH compreso tra 5,0 e 9,0.

## Tassonomia
La decodifica di una parte del Myxococcus llanfairpwllgwyngyllgogerychwyrndrobwllllantysiliogogogochensis ha mostrato diverse differenze tra questa specie e tutte le altre specie conosciute del genere Myxococcus.
Questo batterio deve il suo nome, il più lungo tra i nomi scientifici esistenti, al fatto di essere stato per la prima volta isolato nel suolo di un terreno vicino alla località di Lllanfairpwllgwyngyllgogerychwyrndrobwllllantysiliogogogoch, un comune del Regno Unito sito nella contea gallese di Anglesey.